# Anja Harteros
Anja Harteros est une soprano allemande née le 23 juillet 1972 à Bergneustadt (Rhénanie-du-Nord-Westphalie), d'un père grec et d'une mère allemande. Son répertoire est celui de l'opéra italien et allemand du XIXe siècle, notamment Puccini, Verdi, Wagner et Strauss. Mais elle également brillé dans le lied et dans Mozart ou Handel.

## Vie et carrière
Anja Harteros est née à Bergneustadt, en Rhénanie du Nord-Westphalie, d'un père grec et d'une mère allemande et a deux frères et sœurs, Alexia et Georgios. Enfant, sur les conseils de ses parents, elle poursuit l'étude de la musique classique et du chant. Remarquée pour son talent par son professeur de musique au Wüllenweber-Gymnasium de Bergneustadt, August Wilhelm Welp, elle commence une formation vocale approfondie en 1986, à 14 ans, sous la direction d'Astrid Huber-Aulmann à Gummersbach, tout en poursuivant sa scolarité. En 1990, elle commence des études avec Wolfgang Kastorp, chef d'orchestre et répétiteur à l'Opéra de Cologne, qui l'accompagne dans une série de concerts et devient plus tard son mari.
Elle remporte en 1999 le concours de Cardiff "Singer of the World", elle est alors remarquée par l'un des membres du jury, directeur du Bayerische Staatsoper (Opéra de Munich) de l'époque, Sir Peter Jonas qui lui propose d'incarner le rôle d'Agathe dans "der Freischütz" l'opéra de Carl Maria von Weber.

### Carrière internationale
Sa carrière internationale commence alors avec une présence régulière jusqu'à nos jours, dans ce théâtre de Bavière dont elle reste l'une des références.
En 2001, elle interprète Fiordiligi dans Così fan tutte dans une nouvelle production à l'Opéra National de Lyon et donne des concerts au Festival international d'Édimbourg. En février 2002, elle a chanté son premier rôle wagnérien, Freia dans Das Rheingold, dans la première de la nouvelle production d'Herbert Wernicke à l'Opéra d'État de Bavière. Elle fait ses débuts à l'Opéra de Paris dans le rôle de Micaëla dans Carmen, puis reprend le rôle à l'Opéra national de Vienne. Elle a joué dans La Flûte enchantée en tant que Première Dame au Festival de Salzbourg, et plus tard à l'Opéra d'État de Hambourg, en tant qu'Eva dans Die Meistersinger von Nürnberg dans la nouvelle production controversée de Peter Konwitschny.
En 2004, elle chante sa première Violetta dans La traviata avec l'Opéra de San Diego, où elle revient l'année suivante pour sa première Amelia dans Simon Boccanegra. Au cours de la saison 2004/05, elle a fait ses débuts dans quatre rôles à l'Opéra de Munich, dont Desdemona (Otello), Arabella (Arabella), Alice Ford (Falstaff) et le rôle-titre dans une nouvelle production d'Alcina de Händel dans le cadre de le Festival d'opéra de Munich, rôle qu'elle reprendra en 2010 à l'Opéra de Vienne sous la direction de Mar Minkowski. En 2006, elle a interprété Elettra dans Idomeneo au Festival de Salzbourg  et Desdemona dans la nouvelle mise en scène d'Otello de Vera Nemirova au Semperoper de Dresde.
Son répertoire a progressivement évolué passant des rôles mozartiens de ses débuts à des emplois plus lourds du répertoire italien et allemand des XIXe et XXe siècles. Elle s'est tout particulièrement illustrée en Tosca (Puccini), Leonora (La Forza del destino, Verdi), Elisabetta (Don Carlos, Verdi), Madeleine de Coigny (Andrea Chénier, Giordano), Arabella (Strauss) ou Elsa (Lohengrin, Wagner). "C'est une chanteuse rare qui fait l’essentiel de sa carrière à Munich, et au gré des rôles, sur deux ou trois autres grandes scènes européennes et américaines…" soulignait l'émission de France Musique qui lui était consacrée en 2014.
Multipliant alors les rôles et les apparitions remarquées, elle commence ses plus grands succès sur la scène lyrique en formant un couple avec le ténor bavarois Jonas Kaufmann, dès 2009, quand l'Opéra de Munich leur propose de faire leurs débuts ensemble dans Lohengrin de Wagner, mise en scène de Richard Jones et direction musicale de Kent Nagano, pour l'ouverture de la nouvelle saison. Il en sortira un DVD chez Deutsche Gramophon. La prestation de la soprano est saluée tout comme sa belle entente avec son partenaire  qu'elle va souvent retrouver durant la décennie suivante à Munich, Salzbourg, Paris, Milan ou Londres : Don Carlo de Verdi à Munich, Londres, Salzbourg (festival de l'été 2014, un DVD en sortira), Lohengrin à nouveau cette fois en ouverture de la Scala de Milan, en décembre 2011 sous la direction de Daniel Barenboim, Il Trovatore et la Forza del destino de Verdi à Munich en 2013-2014 avec de multiples reprises et là aussi, un DVD, Andrea Chénier à Munich puis à Vienne, ce qui vaudra au couple lyrique le qualificatif de "Traumpaar" (couple de rêve) , Tosca de Puccini et Otello de Verdi également à Munich et enfin Tristan und Isolde de Wagner, durant l'été 2021, prestation réalisée sous la direction de Kiril Petrenko, directeur musical et dans la mise en scène de Warlikowski, considérée comme "l'événement lyrique de la saison". Elle sera également Aida dans l'oeuvre de Verdi, lors de l'enregistrement studio réalisé pour Warner Classic par Antonio Pappano et l'orchestre de l'Académie de Rome en 2015, intégrale d'un opéra célèbre alors que la "crise du CD" n'incite plus guère les grandes maisons à réaliser de telles opérations comme le précise cet article du Monde.
Mais la soprano poursuit sa carrière aussi sur d'autres fronts et assure d'autres rôles avec des partenaires de prestige : citons par exemple Simon Boccanegra de Verdi, à la Scala de Milan, où elle chante Amelia avec Placido Domingo, en baryton dans le rôle-titre en 2010, la prise de rôle puis de nombreuses reprises d'Arabella de Richard Strauss à Munich et à Paris ou encore un Bal masqué de Verdi avec le ténor polonais Piotr Beczala ou ses débuts au festival de Bayreuth en Elsa dans Lohengrin de Wagner à nouveau avec Piotr Beczala les trois réalisations ayant également fait l'objet de DVD. Sa prise de rôle en Elisabeth dans Tannhauser de Wagner à Munich aux côtés du ténor Klaus Florian Vogt est encore l'occasion d'une belle mise en scène assurée par Roméo Castelluci. Elle approfondit encore son répertoire wagnérien en abordant Sieglinde (Die Walküre) d'abord dans une version concert de l'acte 1, puis dans une version scénique complète au festival de Salzbourg à Pâques 2017 dans une mise en scène de Vera Nemirova sous la direction de Christian Thielemann. Il en sortira également un DVD.
Les différentes manifestations de restriction sanitaires durant la pandémie de Covid-19 dans le monde ont ralenti ses activités mais elle reprend depuis, très souvent sa Tosca fort appréciée à Munich, mais aussi à Paris, tout autant que sa Leonora de la Forza del destino, celle du Trovatore, et poursuit une carrière tout à la fois discrète et brillante, référence des sopranos lyriques actuelles pour la plupart des rôles "spinto".
Enfin, elle aborde aussi volontiers le Lied et donne des tournées de concerts autour de récitals, notamment les "quatre derniers Lieder" de Richard Strauss qu'elle a également enregistré au disque.

### Rôles à l'opéra
- Countess Almaviva, Nozze di Figaro (Mozart)
- Agathe, Der Freischütz (Weber)
- Mimì, La bohème (Puccini)
- Fiordiligi, Così fan tutte (Mozart)
- Freia, Das Rheingold (Wagner)
- Micaëla, Carmen (Bizet)
- First Lady, La Flûte enchantée (Mozart)
- Eva, Die Meistersinger von Nürnberg (Wagner)
- Donna Anna, Don Giovanni (Mozart)
- Violetta, La traviata (Verdi)
- Desdemona, Otello (Verdi)
- Arabella, Arabella (Strauss)
- Alice Ford, Falstaff (Verdi)
- Amelia, Simon Boccanegra (Verdi)
- Amelia, Un Bal Masqué (Verdi)
- Alcina, Alcina (Handel)
- Elisabeth, Tannhäuser (Wagner)
- Elettra, Idomeneo (Mozart)
- Elisabetta de Valois, Don Carlos (Verdi)
- Elsa, Lohengrin (Wagner)
- Leonora, Il trovatore (Verdi)
- The Marschallin, Der Rosenkavalier (Strauss)
- Floria Tosca, Tosca (Puccini)
- Leonora, La forza del destino (Verdi)
- Amelia, Un ballo in maschera (Verdi)
- Magdalena, Andrea Chénier (Giordano)
- Sieglinde, Die Walküre (Wagner)
- Isolde, Tristan und Isolde (Wagner)

### Discographie et vidéographie
- Verdi: La traviata (2006). Zubin Mehta. Farao Classics. Live recording: Bavarian State Opera
- Handel: Alcina (2007). Ivor Bolton. Farao Classics. Live recording: July 2005 Munich Opera Festival
- Strauss: Eine Alpensinfonie, Vier letzte Lieder (2007). Fabio Luisi, Staatskapelle Dresden. Sony Classical
- Requiem (Verdi) (2009). Antonio Pappano, Orchestre de l'Académie Sainte Cécile de Rome. Warner Classics
- Wagner: Lohengrin (2010). Opéra de Munich. Decca/Unitel Classica [DVD]
- Handel: Alcina (2011). Opéra de Vienne. Arthuas Musik [DVD]
- Gustav Mahler, Symphonie n°2 (2012). Mariss Jansons, Chor und Symphonieorchester des Bayerischen Rundfunks. BR Klassik
- Requiem (Verdi) (2013). Daniel Barenboim. Decca. Live recording: 2012 La Scala
- Verdi: La forza del destino (2014). Opéra de Munich. Sony Classical/Unitel Classica [DVD]
- Requiem (Verdi) (2015). Lorin Maazel, Münchner Philharmoniker Sony Classical. Live recording: February 2014
- Aida (Verdi) (2015). Antonio Pappano, Orchestra dell'Accademia Nazionale di Santa Cecilia. Warner Classics
- Opera Gala de Baden Baden (2016), Marco Armiliato, Jonas Kaufmann, Bryn Terfel, Anja Harteros, Sony Classical DVD
- Un Ballo in maschera (Verdi) (2017). Zubin Mehta, Opéra de Munich, Unitel DVD.
- Lohengrin (Wagner) (2019), Christian Thieleman, Festival de Bayreuth, Deutsche Grammophon DVD.

## Récompenses
Elle a été nommée "Bavarian Kammersängerin", titre honorifique de l'Opéra de Munich, en 2007 et a reçu l'Ordre bavarois du mérite en 2018[réf. souhaitée].
- International Opera Award dans la catégorie « Interprète féminin » (2015)[19].